# トノックス
株式会社トノックス（英: TONOX Co.,Ltd.）は、神奈川県に所在する、自動車車体の車体架装メーカーである。日産自動車の協力工場であり、日産・シルビア初代CSP311型を製造した会社でもある。
1950年に殿内製作所として創業し、1970年に殿内工業株式会社となり、1991年に現在の社名になる。

## 主な事業

### 特装車事業
- 警察車両

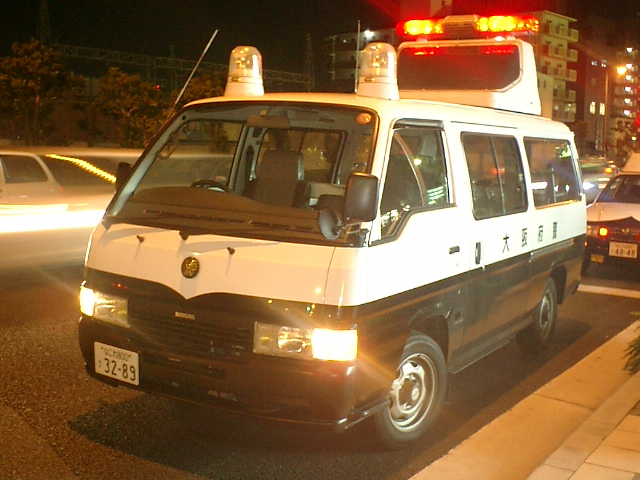
キャラバンの事故処理車

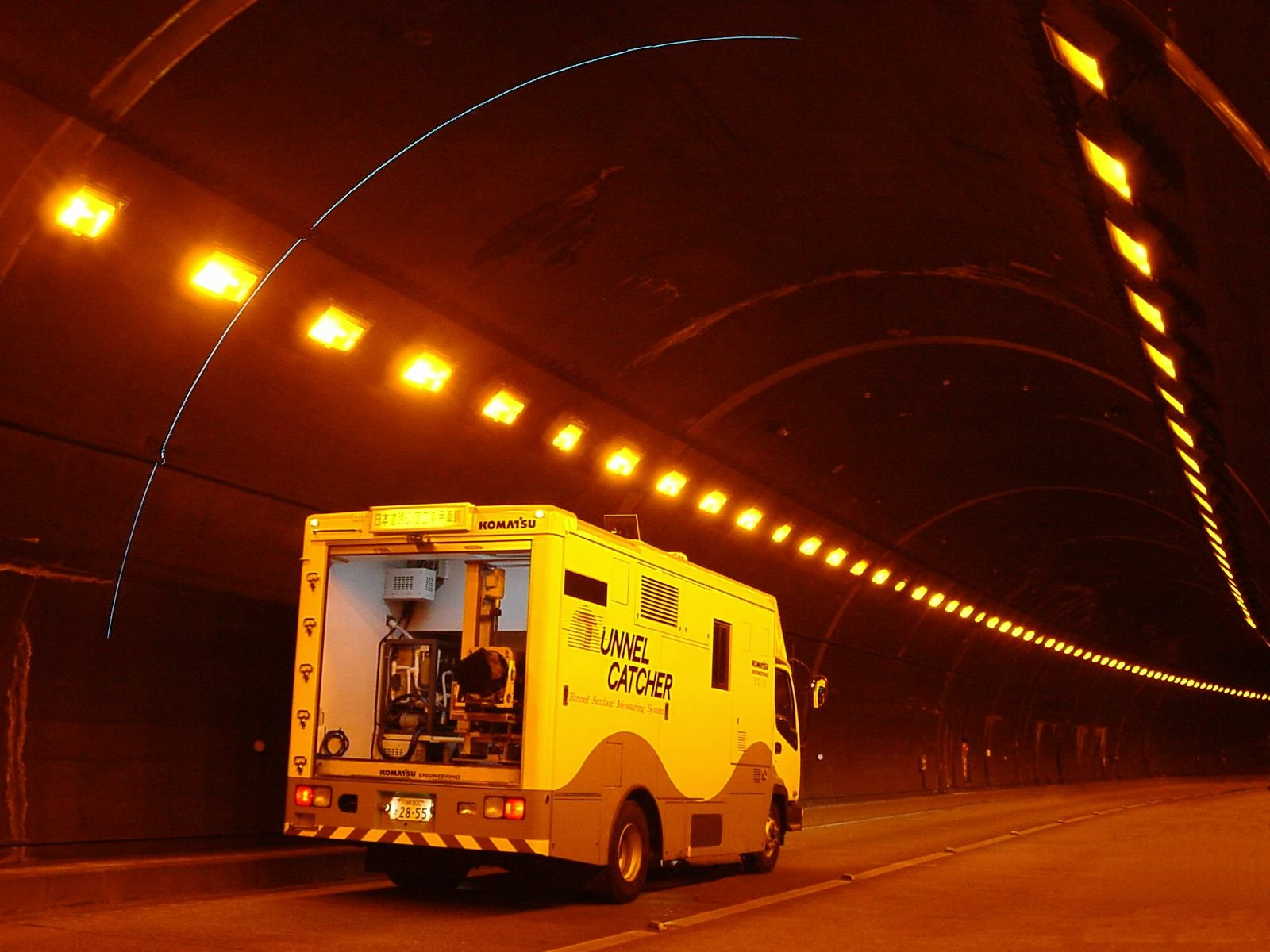
トンネル検査車・トンネル計測車

  - パトロールカー（白黒、覆面。市販車ベースの車両はほとんどトノックスで製造される）
  - 事故処理車（キャラバンがベース）
- 消防車両
  - 指揮車（キャラバンまたはエルグランドジャンボタクシーがベース）
  - 広報車
  - ミニ消防車
  - 支援車
- 道路パトロールカー・交通管理隊巡回車
- 宣伝車（乗用車・トラック・NV400などのバンを使用した架装）
- 路面計測車
- ＦＷＤ（舗装構造評価装置）の開発及び車両
- トンネル検査・計測車
- 保線
- 軌陸車（軌道陸上兼用車）
- 牽引車
- 保冷車・冷凍車
- レッカー車
- 特装車全般

上記以外にも8ナンバーの様々な特種用途自動車の製造を手掛ける。

### PDI（Pre-Delivery Inspection, 輸入車納車前整備）
- 平塚市にある本社工場では、2016年春まで本国内で登録されている正規輸入車のフォード・マスタング、リンカーン・ナビゲーター、リンカーン・MKXを日本の法規および品質に合うように改善作業を実施している。また、以前はプジョー・ジャポン、ローバージャパンのPDI業務を担当していた。
- 長年のPDI作業実績およびノウハウを活かし、愛知県豊橋市にて、フォード、ジャガー、ランドローバー、ボルボの正規輸入車全モデルに対してのPDI業務も実施していた。
- PDI技術に優れており、あらゆる車種に対して対応可能である。

### トンネル・路面計測事業
- 2011年4月より株式会社小松製作所のトンネル・路面計測事業移管を受け、トンネル検査・トンネル計測事業を開始した。業務内容としては、計測車の製作から解析業務までを行っている。
- トンネル・路面検査計測業務
- トンネル・路面計測データ解析業務
- トンネル・路面検査車計測車の製作
- ＦＷＤ（舗装構造評価装置）の開発及び車両

### レストア事業
- クラシックカーのレストア事業も本格的に開始された。日産自動車やメルセデスベンツ（ヤナセテックで対応）など国産・海外メーカーも対応可能である。サンドブラスト・カチオン塗装も行っており、クラシックカーの需要に応えている。

### 環境整備・改善事業
- 2015年度より太陽光パネル事業にも進出している。

### その他
- 塗装　防錆塗装（大型設備によるカチオン塗装）樹脂塗装など試作から量産まで対応可能なメーカーである。ダイヤモンド塗装、スーパーフッ素塗装、板金塗装も行っている。
- 車検　国産車から輸入車までの指定整備工場として車検・定期点検・メンテナンスを行っている。
- 自動車用パーツの自社開発も行っている。
- この他、光岡自動車からバディの製造を三菱ふそうバス製造と共に受託している[1][2][3]。

## 関連企業
- ヤナセテック株式会社 - 横浜市保土ヶ谷区上星川に本社工場・平塚市に平塚工場がある。メルセデス・ベンツを初めとするクラシックカーのレストア（復元）は本社工場、特種用途自動車（福祉車、医療車）・コンテナ・シェルターの製造は、平塚工場にて行っている。製造の中心を平塚工場に集約させており、現在伊勢原工場は現働させていない。
- ワイ・エンジニアリング株式会社 - 除雪、草刈、清掃、通信、土木・建設、鉄道などの作業用アタッチメントの装着が可能な多目的作業車「メルセデス・ベンツ・ウニモグ｣の輸入販売を行っている日本唯一の正規代理店である。
- 株式会社オートノックス - 車体塗装やレストアなどのボディワーク業として開業し、その後、ジャガー・ランドローバー・シトロエンの正規ディーラーとして横浜市に店舗を構えていた。その後全てのディーラー業務を終了し、上星川の工場にてジャガー・ランドローバーの指定サービス工場業務を行っていたが、2015年末をもってインポーターとの指定サービス工場業務契約を終了。
- 株式会社トップスジャパン - 2012年5月20日より横浜市都筑区にてフォード・モーター車の正規ディーラー「フォード神奈川・港北ニュータウン店」（旧オートノックス・ジャガーランドローバー港北ニュータウン店）として営業開始。 2016年1月1日付けでオートノックスと合併し、上星川の工場でのサービス工場運営も行う。同年9月19日、店舗閉店。2017年11月には、ランドローバー車のプロショップ「オートクラフト」を吸収合併した。現在は、フォード認定サービスディーラーとしての営業のほか、国産車から輸入車までの指定整備工場として車検・定期点検・メンテナンス業務を行っている。また、過去にローバーのPDIを行っていた実績がある事からオールドミニクーパーおよびクラシックレンジローバーに力を入れている。
- 一般社団法人日本旧車協会 - 2019年5月7日、トノックスおよびプリンス&スカイラインミュウジアムが中心となって設立。旧車の文化の保存振興を目的としている。